# Treron griseicauda
Il piccione verde guancegrigie o piccione verde facciagrigia  (Treron griseicauda Bonaparte, 1855) è un uccello della famiglia dei Columbidi diffuso a Giava e Sulawesi.

## Tassonomia
Comprende le seguenti sottospecie:
- T. g. sangirensis Brüggemann, 1876 - isole Sangihe (al largo delle coste nord-orientali di Sulawesi);
- T. g. wallacei (Salvadori, 1893) - Sulawesi, Banggai e arcipelago di Sulu;
- T. g. vordermani Finsch, 1901 - isole Kangean (mar di Giava);
- T. g. pallidior (Hartert, 1896) - Kalao, Kalaotoa, Tanahjampea (tra Sulawesi e Flores);
- T. g. griseicauda Bonaparte, 1855 - Giava, Bali.